# 小時代3.0刺金時代
《小時代3.0刺金時代》是中國作家郭敬明第五部長篇小說《小時代》的最後一集， 故事的背景依然發生在中國的大都會上海。承接前兩集作品《小時代1.0折紙時代》和《小時代2.0虛銅時代》，本集繼續講述了林蕭、南湘、顧里和唐宛如四名從小一起長大的女生在職場的工作經歷，以及她們分別與簡溪、顧源、宮洺、周崇光等男性之間的愛恨糾葛。

## 公眾反響
《小時代3.0刺金時代》首版印量便高達160萬冊， 更是在一周內售出200萬冊， 榮登2012年度中國圖書銷量榜虛構類圖書第一名。

### 前傳作品
- 小說《小时代1.0折纸时代》
- 漫畫《小時代1.5青木時代》
- 小說《小時代2.0虛銅時代》
- 漫畫《小時代2.5鋒銀時代》

### 衍生作品
- 電視劇《小時代》

## 外部連結
- 官方網站[永久]（简体中文）